# Alhambra (Ciudad Real)
Alhambra ist ein Dorf und eine spanische Gemeinde (municipio) mit 969 Einwohnern (Stand: 2024) im Südosten der historischen Landschaft La Mancha in der Provinz Ciudad Real in der Region Kastilien-La Mancha in Zentralspanien. 

## Lage und Klima
Albaladejo liegt etwa 150 Kilometer südöstlich von Ciudad Real in einer Höhe von ca. 860 m. Das Klima ist meist trocken und warm; der spärliche Regen (ca. 504 mm/Jahr) fällt überwiegend in den Wintermonaten.

## Bevölkerungsentwicklung
| Jahr      | 1970 | 1981 | 1991 | 2001 | 2011 | 2021 |
| Einwohner | 1864 | 1474 | 1423 | 1220 | 1098 | 988  |

Infolge der Mechanisierung der Landwirtschaft, der Aufgabe bäuerlicher Kleinbetriebe („Höfesterben“) und der dadurch ausgelösten „Landflucht“ ist die Einwohnerzahl der Kleinstadt in der zweiten Hälfte des 20. Jahrhunderts deutlich gesunken.

## Sehenswürdigkeiten
- Burgruine von Alhambra
- Bartholomäuskirche (Iglesia de San Bartolomé)

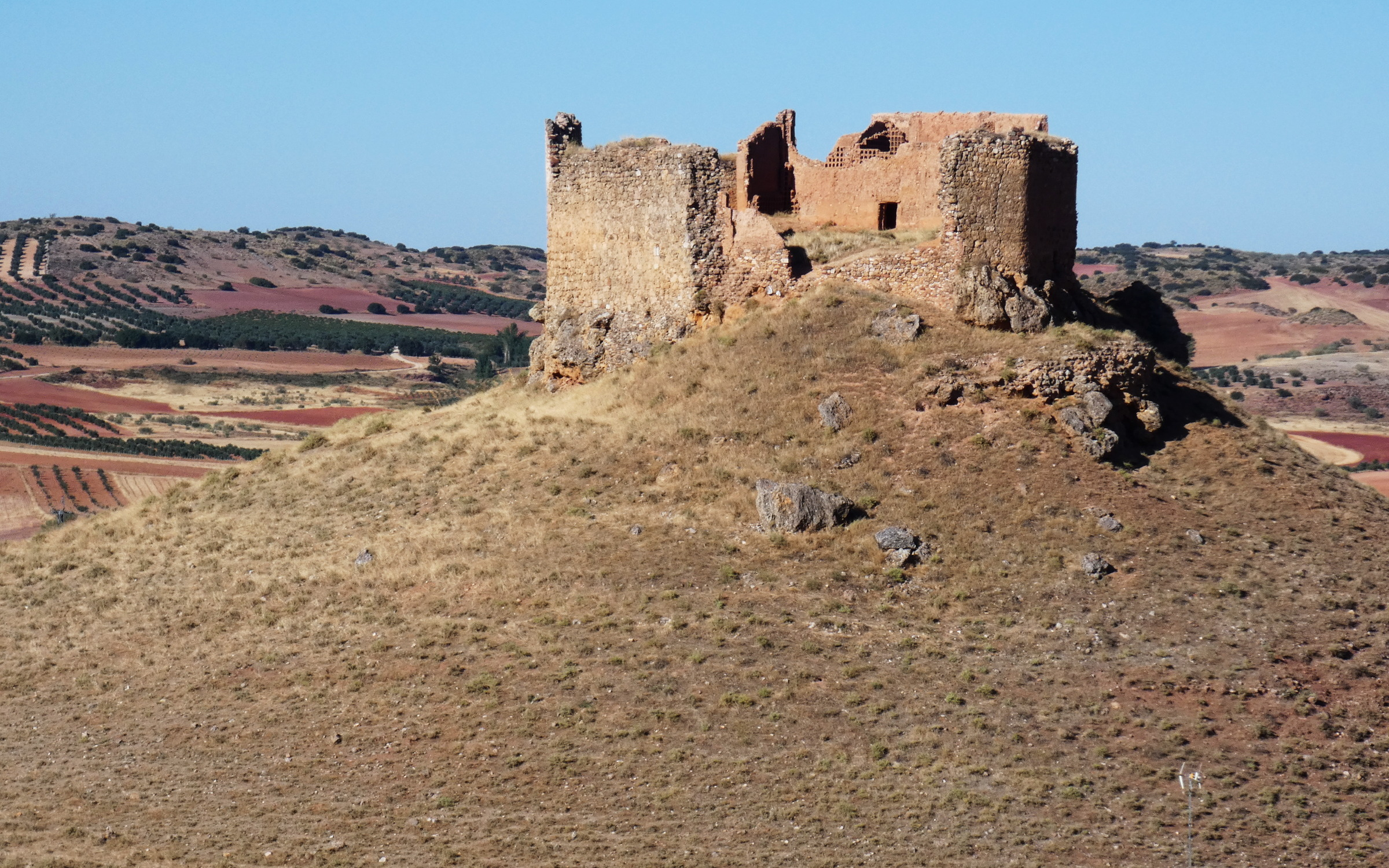
Burgruine